# CATOBAR

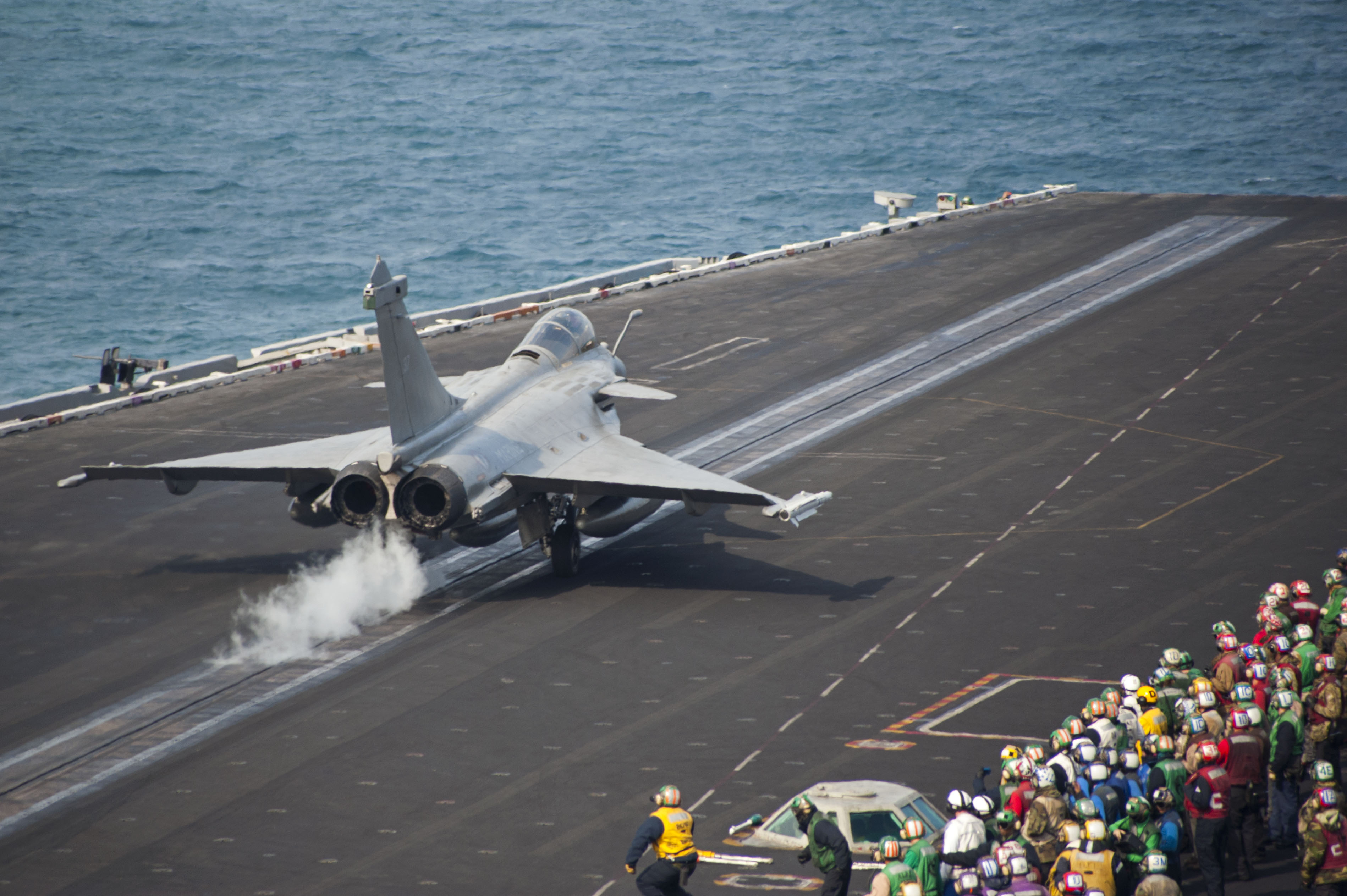
Rafale in decollo da una portaerei con sistema CATOBAR

CATOBAR (Catapult Assisted Take Off Barrier Arrested Recovery - «Decollo assistito da catapulta / Recupero con cavi di arresto») è un sistema utilizzato per il lancio e il recupero di un aereo dal ponte di una portaerei. Con questa tecnica, l'aereo decolla utilizzando una catapulta per aerei e apponta, cioè atterra, con l'ausilio di cavi d'arresto. Benché questo metodo sia più costoso rispetto ad altri alternativi, dà una maggiore flessibilità nelle operazioni delle portaerei, perché consente alla nave di trasportare aerei convenzionali, invece che soli velivoli con capacità di decollo breve o verticale.
Solo tre nazioni utilizzano delle portaerei che dispongono del sistema CATOBAR: gli Stati Uniti d'America, con le portaerei di classe Nimitz e l'USS Enterprise, la Francia, con la portaerei Charles de Gaulle, e la Repubblica Popolare Cinese, con la portaerei Fujian (Type 003). Le portaerei britanniche di classe Queen Elizabeth sono state invece costruite come STOVL, sebbene inizialmente fosse prevista anche per esse la configurazione CATOBAR, poi abbandonata per motivi di tempi e costi.

## Portaerei
Francia
- classe Clemenceau
  - Clemenceau (R 98), 2 catapulte a vapore Mitchell-Brown da 50 m tipo BS5
  - Foch (R 99), 2 catapulte a vapore Mitchell-Brown da 50 m tipo BS5
- Charles de Gaulle (R 91), 2 catapulte a vapore da 75 m tipo C13-3

 Stati Uniti
- classe Midway
  - USS Midway (CV-41), 2 catapulte a vapore tipo C-13
  - USS Franklin D. Roosevelt (CV-42), 2 catapulte a vapore tipo C-11-1 e 1 C-11-2
  - USS Coral Sea (CV-43), 3 catapulte a vapore tipo C-11-1
- classe Forrestal
  - USS Forrestal (CV-59), 2 catapulte a vapore tipo C-11 e 2 C-7
  - USS Saratoga (CV-60), 2 catapulte a vapore tipo C-11 e 2 C-7
  - USS Ranger (CV-61), 4 catapulte a vapore tipo C-7
  - USS Independence (CV-62), 4 catapulte a vapore tipo C-13
- classe Kitty Hawk
  - USS Kitty Hawk (CV-63), 4 catapulte a vapore tipo C-13
  - USS Constellation (CV-64), 4 catapulte a vapore tipo C-13
- USS Enterprise (CVN-65), 4 catapulte a vapore tipo C-13-1
- classe Kitty Hawk
  - USS America (CV-66), 3 catapulte a vapore tipo C-13 e 1 C-13-1
  - USS John F. Kennedy (CV-67), 3 catapulte a vapore tipo C-13 e 1 C-13-1
- classe Nimitz
  - USS Nimitz (CVN-68), 4 catapulte a vapore tipo C-13-1
  - USS Dwight D. Eisenhower (CVN-69), 4 catapulte a vapore tipo C-13-1
  - USS Carl Vinson (CVN-70), 4 catapulte a vapore tipo C-13-1
  - USS Theodore Roosevelt (CVN-71), 4 catapulte a vapore tipo C-13-1
  - USS Abraham Lincoln (CVN-72), 4 catapulte a vapore tipo C-13-2
  - USS George Washington (CVN-73), 4 catapulte a vapore tipo C-13-2
  - USS John C. Stennis (CVN-74), 4 catapulte a vapore tipo C-13-2
  - USS Harry S. Truman (CVN-75), 4 catapulte a vapore tipo C-13-2
  - USS Ronald Reagan (CVN-76), 4 catapulte a vapore tipo C-13-2
  - USS George H. W. Bush (CVN-77), 4 catapulte a vapore tipo C-13-2

 Brasile
- São Paulo (A-12), 2 catapulte a vapore Mitchell-Brown da 50 m tipo BS5